# 張偉 (正統進士)
張偉，福建沙縣人，明朝政治人物。同進士出身。

## 生平
正統元年（1436年），登進士，擔任户部主事。